# Dilshod Turdiev
Dilshod Turdiev (19 de octubre de 1991) es un luchador uzbeco de lucha grecorromana. Compitió en el Campeonato Mundial en 2014, consiguiendo un 16.º puesto. Ganó la medalla de plata en los Juegos Asiáticos de 2014. Consiguió dos medallas en Campeonatos Asiáticos, de plata en 2016. Segundo en Campeonato Asiático de Juniores del año 2011.